# Esporte Clube Pinheiros (pallavolo maschile)
L'Esporte Clube Pinheiros era una squadra di pallavolo maschile brasiliana, con sede a San Paolo. Fatto parte della omonima società polisportiva.
Nata nel 2009, giocava nella Superliga, la massima serie brasiliana.